# Грегуар де Сент-Вінсент
Грегуар де Сент-Вінсент (фр. Grégoire de Saint-Vincent, 22 березня 1584, Брюгге — 27 січня 1667, Гент) — бельгійський математик, єзуїт.

## Біографія
Закінчив університет у Дуе (1600-ий рік). У 1605 році в Римі став єзуїтом, вивчав там праці Галілея і Клавіуса. Після смерті Клавіуса (1612) повернувся в рідну Фландрію. Був професором в Антверпені (1617—1620) і Левені (1621—1625).
Головний твір де Сент-Вінсента: «Геометрична праця про квадратуру кола і конічних перетинів» (лат. Opus Geometricum Quadraturae Circuli et Sectionum Coni, закінчений у 1629 році, опублікований у 1647 році). Серед його значних відкриттів:
- Обчислення площі під гіперболою.
- Незалежно від Кавальєрі відкрив полярну систему координат (1625, опубліковано в 1647 році).

Де Сент-Вінсент також запропонував загальноприйняту нині назву «метод вичерпування». Його праці мали істотний вплив на Паскаля, Грегорі та інших математиків. Лейбніц високо цінував де Сент-Вінсента.

## Роботи вченого

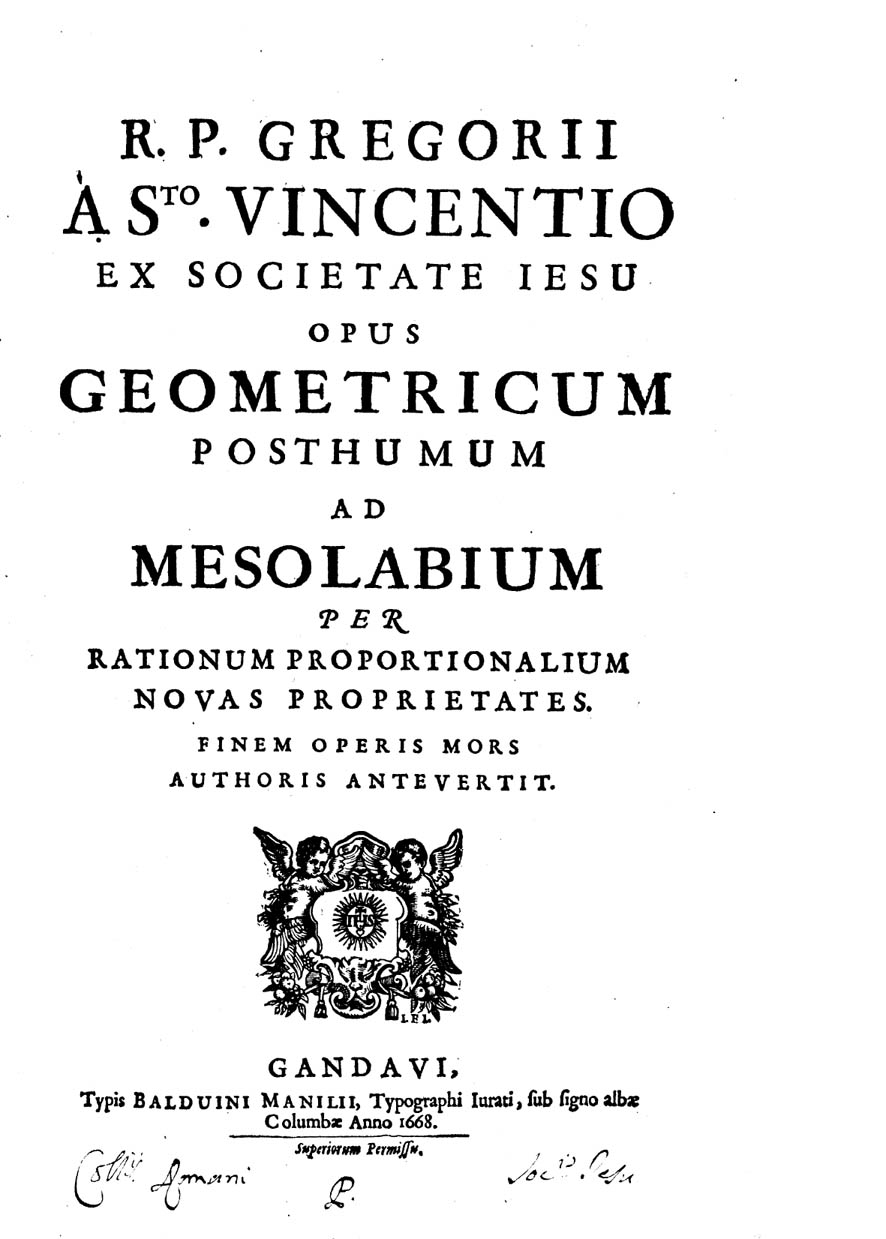
Opus geometricum posthumum, 1668

Сент-Вінсент виявив, що площа прямокутної гіперболи (тобто крива, задана як ху = к) такої ж довжини на проміжку [a, b] і на [c, d] коли
a/b = c/d.
Це відкриття стало основоположним у розвитку теорії логарифмів і можливого визнання натурального логарифма (чия назва і ряд представлень були запропоновані Ніколасом Меркатором, але тільки пізніше за ним була закріплена назва логарифму з основою е.). Дана властивість дозволяє визначити функцію A(x) як площу кривої від 1 до х, що має властивість A(xy) = A(x)+A(y). Оскільки ця функціональна властивість характеризує логарифми, то таку функцію А(х) почали називати логарифмом. Зокрема, коли ми вибираємо прямокутну гіперболу ху = 1, вона відповідає натуральному логарифму.
В значній мірі, визнання досягнень де Сент-Вінсента в квадратурі гіперболи пов'язано з його учнем і співробітником Альфонсом-Антоніо-де Сараса, та з Мареном Мерсенною, які відіграли роль каталізатору. Сучасний підхід до його теореми використовує відображення стиснення з лінійної алгебри.
"Незважаючи на квадратуру круга, він відомий численними теоремами, які він відкрив у пошуках неможливого; Жан-Етьєн Монтукла геніально відзначає, що «ніхто не квадрував коло з такою здатністю або (за винятком головного об'єкта) з таким успіхом». «Він написав дві книги на цю тему, одна опублікована в 1647, а інша в 1668 році. Вони охоплюють близько двох або трьох тисяч щільно друкованих сторінок; помилку в квадратурі було зазначено Християном Гюйгенсом. У попередній роботі він використовував метод неподільних Кавальєрі. Раніше робота була опублікована під назвою Theoremata Mathematica (1624 рік). Вона містить зрозумілий опис метода вичерпування, який застосовується до декількох квадратур, зокрема, до гіперболи.»
- Cometis. (1616).
- Theoremata mathematice scientiae staticae. (1624).
- Opus geometricum quadraturae circuli et sectionum coni decem libris comprehensum. Antwerpen, (1647).
- Opus geometricum ad mesolabum per rationum, proportionalitatumque novas proprietates[7]. Gent (1668).